# 발세론 캉통
발세론 캉통(프랑스어: Canton de Valserhône)은 프랑스의 캉통 중 하나로, 오베르뉴론알프 레지옹의 앵 주에 위치해 있다.
2015년 3월 프랑스 캉통 개편으로 소속 코뮌이 12개에서 15개로 늘었다. 관청 소재지는 벨가르드쉬르발세린이다.
기존의 명칭은 '벨가르드쉬르발세린 캉통' (Canton de Bellegarde-sur-Valserine)이었으나, 2020년 지금의 명칭으로 바뀌었다.

## 코뮌
발세론 캉통에는 다음과 같은 코뮌이 속해 있다.
- 벨가르드쉬르발세린
- 비야
- 샹프로미에
- 샤네
- 샤티용앙미셰유
- 콩포르
- 지롱
- 앙주제니시아
- 랑크랑
- 로피탈
- 몽탕주
- 플라뉴
- 생제르맹드주
- 쉬르주
- 빌

## 인구
| 연도        | 인구   | ±% p.a. |
| ----------- | ------ | ------- |
| 2013        | 21,056 | —       |
| 2018        | 21,898 | +0.79%  |
| 출처: INSEE |        |         |

## 같이 보기
- 앵 주의 캉통
- 프랑스의 캉통